# 漁運丸

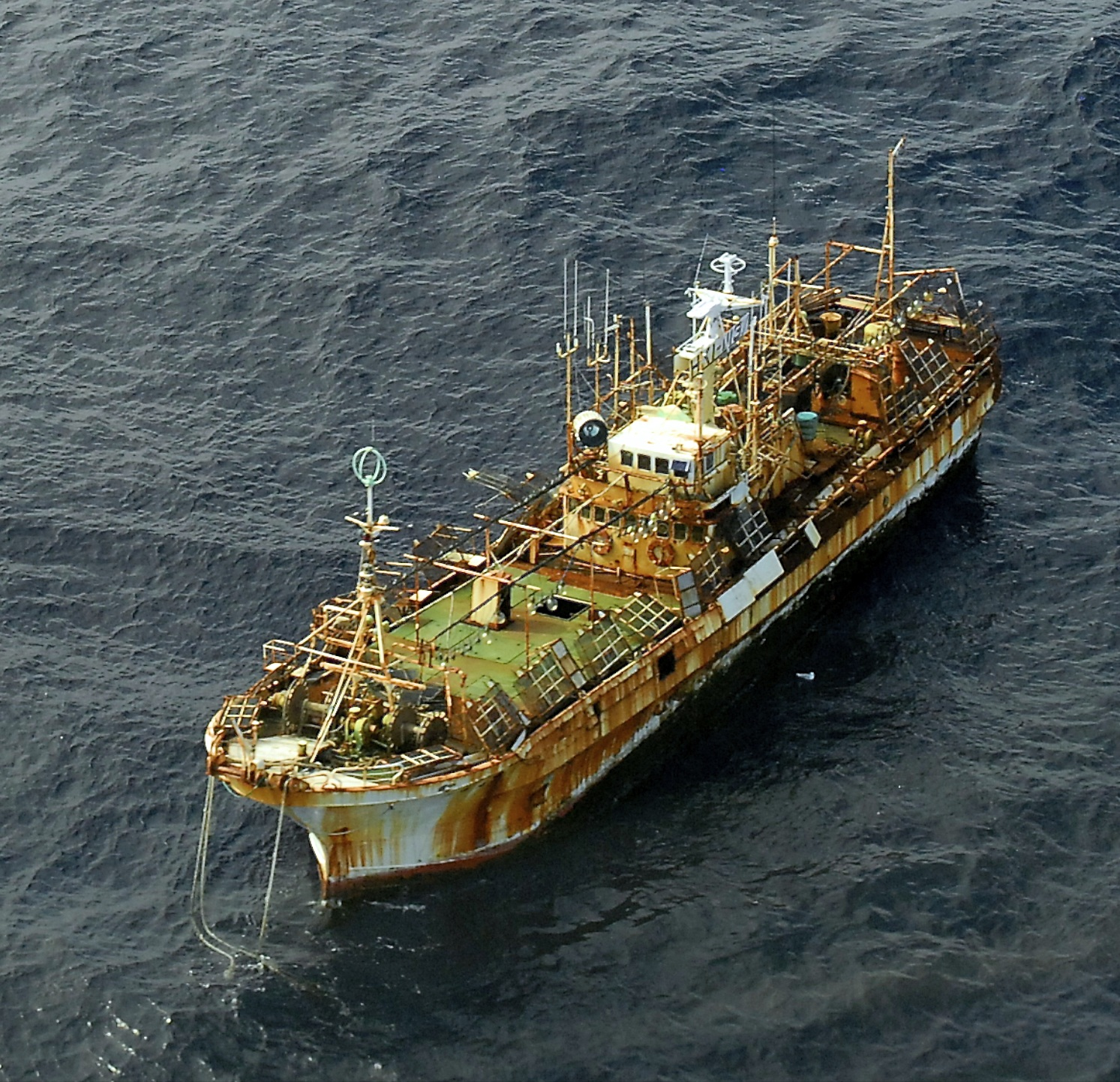
漁運丸

第十一漁運丸（だいじゅういち りょううんまる）は、日本の漁船。

## 概要
北海道函館市の漁業者の所有していた全長約30メートル、総トン数約150トンのイカ釣り漁船で、建造から約30年たち、老朽化のため運用を止め、売約のため八戸港に係留中だった。2011年3月11日東日本大震災による津波で流出、行方不明になり、沈没したものと判断され2011年7月29日までに日本船籍登録は取り消された。
2012年3月20日にカナダのハイダ・グワイ周辺に漂流している所をカナダ空軍により発見された。カナダ政府は、付近を航行する船舶に警戒情報を流すとともに、日本政府を通し船主に船体発見を連絡する。船主と権利者は船籍抹消で権利が消滅したことを連絡、カナダ運輸局は漂流する船体の確保を試みたが失敗に終わり、失踪直前の船内状況と危険物搭載の有無が聴取から確認されたのち海没処分が決定され、現地時間4月5日16時05分、アメリカ沿岸警備隊の警備艇が25ミリ砲で集中砲撃し船体は炎上。18時15分沈没が確認された。